# آساهی فلکس
آساهی فلکس (به انگلیسی: Asahiflex) یک دوربین عکاسی تک‌لنزی بازتابی ساخت شرکت پنتاکس است.